# Johann Valentin Tischbein

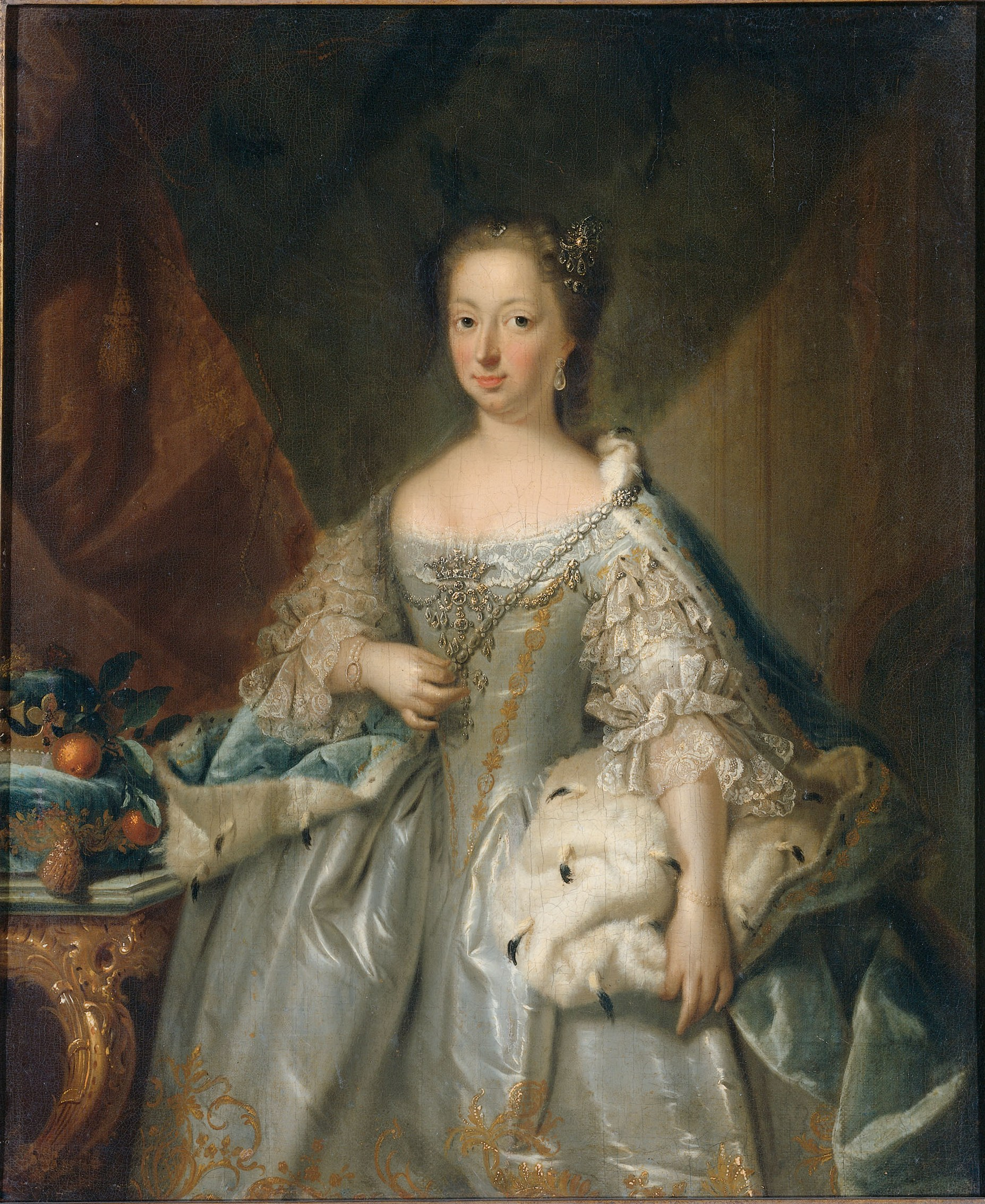
Ritratto della principessa Anna di Hannover.

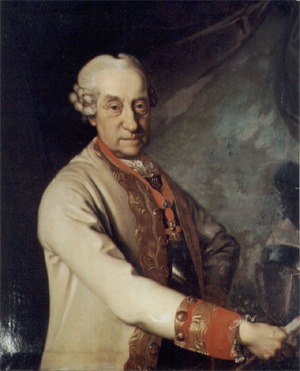
Il principe Giuseppe Federico di Sassonia-Hildburghausen

Johann Valentin Tischbein (Haina, 11 dicembre 1715 – Hildburghausen, 24 aprile 1768) è stato un pittore tedesco, principalmente ritrattista.

## Biografia
Suo padre, Johann Heinrich Tischbein (1682–1764) era panettiere; cinque dei suoi otto figli divennero pittori. Dal 1729 al 1736 Johann Valentin studiò arte dapprima a Darmstadt col pittore di corte Johann Christian Fiedler, quindi a Kassel col ritrattista Johann Georg von Freese (1701–1775).
Le tre decadi successive della sua vita sono incerte, per quanto pare abbia lavorato a Francoforte sul Meno. Nel 1739 lavorò per la casata dei Solms-Laubach presso i quali venne nominato pittore di corte nel 1741. Dal 1744 al 1747 circa fu pittore di corte per gli Hohenlohe a Kirchberg an der Jagst, dove si sposò anche. Successivamente lavorò a Maastricht, nei Paesi Bassi, ove ottenne la commissione da Hobbe Esaias van Aylva, governatore militare locale, di creare una serie di nove ritratti (in gran parte postumi) dei suoi predecessori, i quali attualmente si trovano al castello di Fasanerie a Fulda. Fu qui che nacque suo figlio Johann Friedrich August Tischbein. Poco dopo, con la famiglia si spostò dapprima a Le Hague e poi ad Amsterdam.
Tornò in Germania nel 1764, divenendo pittore del teatro di corte del langravio d'Assia-Darmstadt. Nel frattempo morì sua moglie e l'artista si risposò nel 1765. Lavorò quindi come pittore di corte di Ernesto Federico III di Sassonia-Hildburghausen.